# Сражение при Поллилуре (1780)
Сражение при Поллилуре (англ. Battle of Pollilur (1780)) — одно из сражений Второй англо-майсурской войны, произошедшее 10 сентября 1780 года. Армия княжества Майсур разбила и заставила капитулировать отряд войск Британской Ост-Индской компании. 

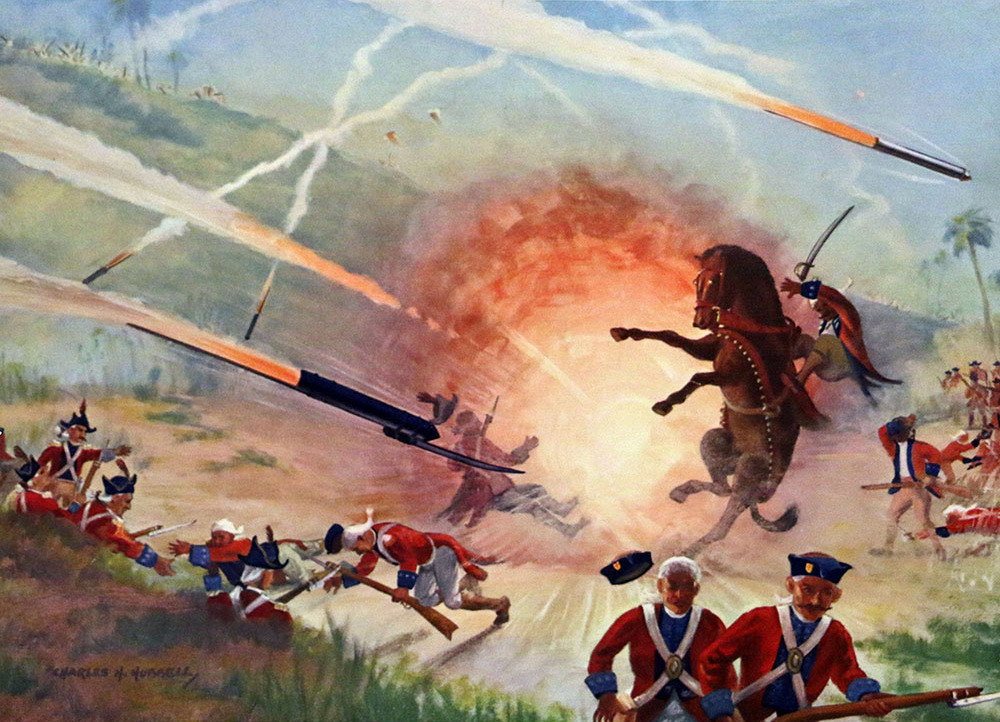
Залп майсурских ракет.

21 июля 1780 года правитель Майсура Хайдер Али объявил войну британцам и навабу Аркота и вторгся в Карнатик с армией в 30 тысяч человек, в основном состоявшей из кавалерии. Он прошёл Восточные Гаты через перевал Чангма, а затем начал беспорядочное уничтожение всех деревень, чтобы не допустить снабжения продовольствием британских фортов Сент-Джордж и Веллора. 21 августа 1780 года Хайдер осадил Аркот. 
Британцы решили сконцентрировать свои войска в Канчипураме, и 29 августа там высадился сэр Гектор Манро с 5209 солдатами, из которых 838 были европейцами. Также британцы послали в Канчипурам полковника Уильяма Бейли с отрядом в 3820 солдат. 4 сентября он находился всего в 14 милях от места, где базировался отряд Манро.
Как только Хайдер Али услышал о движении полковника Бейли, он послал из своего лагеря у Аркота часть войск (11 000 человек) под командованием своего старшего сына Типу Султана на перехват британского отряда. 
6 сентября Типу окружил в Поллилуре отряд Бейли, но несмотря на трёхчасовой бой, с 11 утра до 2 часов дня, не смог его уничтожить и послал отцу просьбу о подкреплении. Вместо того, чтобы поспешно отправиться в Канчипурам, который находился в нескольких милях, Бейли принял решение остаться в Поллилуре, послав Гектору Манро сообщение с просьбой о помощи. Последний отправил к Бейли только один батальон полковника Флетчера, состоявший из 1007 человек, и 9 сентября он прибыли в лагерь Бейли, не обнаруженный силами Хайдера.   
В результате утром 10 сентября 1780 года Бейли оказался окруженным всей армией Хайдера Али и Типу. Он образовал каре и стал на возвышенности. Майсурские ракеты, выпущенные из лагеря Хайдера, попали в бочки с порохом, находившиеся в центре каре, и взорвали их. Последовала паника и всеобщее бегство сипаев. Оставшиеся европейские солдаты, около 500 человек, восстановили в каре и в течение часа отражали непрерывные атаки пехоты противника. Затем кавалерия Типу удачно атаковала британцев. Это заставило Бейли сдаться. Выжившие, включая раненых, были доставлены в Шрирангапатнам. 
Из британского отряда 2016 были убиты. Поражение стало наиболее сокрушительным для Ост-Индской компании в этой войне. Манро, узнав о поражении, бросил обоз и пушки в Канчипураме и отступил в Мадрас.
Вместо того чтобы преследовать британцев и захватить Мадрас, Хайдер Али решил вновь осадить Аркот. Это ошибочное решение дало британцам время. После прибытия британских подкреплений из Калькутты генерал Эйр Кут через некоторое время смог стабилизировать ситуацию и контратаковать.